# Station Chester Road
Chester Road is een spoorwegstation van National Rail in Erdington, Birmingham in Engeland. Het station is eigendom van Network Rail en wordt beheerd door West Midlands Trains. Het station is geopend in 1863.